# Sportvagns-VM 2022
Sportvagns-VM 2022 (en. 2022 FIA World Endurance Championship) är den tionde säsongen av internationella bilsportförbundet FIA:s världsmästerskap i sportvagnsracing.

## Tävlingskalender
| Datum             | Tävling            | Segrare Hypercar Team                            | Segrare LMP2 Team                                    | Segrare LMGTE Pro Team                            | Segrare LMGTE Am Team                            |
| Datum             | Tävling            | Segrare Hypercar Förare                          | Segrare LMP2 Förare                                  | Segrare LMGTE Pro Förare                          | Segrare LMGTE Am Förare                          |
| ----------------- | ------------------ | ------------------------------------------------ | ---------------------------------------------------- | ------------------------------------------------- | ------------------------------------------------ |
| 18 mars 2022      | Sebring 1000 miles | Alpine Elf Team                                  | United Autosports USA                                | Porsche GT Team                                   | Northwest AMR                                    |
| 18 mars 2022      | Sebring 1000 miles | Nicolas Lapierre André Negrão Matthieu Vaxivière | Paul di Resta Josh Pierson Oliver Jarvis             | Michael Christensen Kévin Estre                   | Paul Dalla Lana David Pittard Nicki Thiim        |
| 7 maj 2022        | Spa 6-timmars      | Toyota Gazoo Racing                              | Team WRT                                             | AF Corse                                          | Dempsey-Proton Racing                            |
| 7 maj 2022        | Spa 6-timmars      | Mike Conway Kamui Kobayashi José María López     | Robin Frijns Sean Gelael René Rast                   | James Calado Alessandro Pier Guidi                | Sebastian Priaulx Christian Ried Harry Tincknell |
| 11-12 juni 2022   | Le Mans 24-timmars | Toyota Gazoo Racing                              | Jota Sport                                           | Porsche GT Team                                   | TF Sport                                         |
| 11-12 juni 2022   | Le Mans 24-timmars | Sébastien Buemi Brendon Hartley Ryō Hirakawa     | António Félix da Costa Roberto González Will Stevens | Gianmaria Bruni Richard Lietz Frédéric Makowiecki | Henrique Chaves Ben Keating Marco Sørensen       |
| 10 juli 2022      | Monza 6-timmars    | Alpine Elf Team                                  | RealTeam by WRT                                      | Corvette Racing                                   | Dempsey-Proton Racing                            |
| 10 juli 2022      | Monza 6-timmars    | Nicolas Lapierre André Negrão Matthieu Vaxivière | Rui Andrade Ferdinand Habsburg Norman Nato           | Tommy Milner Nick Tandy                           | Sebastian Priaulx Christian Ried Harry Tincknell |
| 11 september 2022 | Fuji 6-timmars     | Toyota Gazoo Racing                              | Team WRT                                             | AF Corse                                          | TF Sport                                         |
| 11 september 2022 | Fuji 6-timmars     | Sébastien Buemi Brendon Hartley Ryō Hirakawa     | Robin Frijns Sean Gelael Dries Vanthoor              | James Calado Alessandro Pier Guidi                | Ben Keating Marco Sørensen Henrique Chaves       |
| 12 november 2022  | Bahrain 8-timmars  | Toyota Gazoo Racing                              | Team WRT                                             | AF Corse                                          | Team Project 1                                   |
| 12 november 2022  | Bahrain 8-timmars  | Mike Conway Kamui Kobayashi José María López     | Robin Frijns Sean Gelael René Rast                   | Antonio Fuoco Miguel Molina                       | Matteo Cairoli Nicolas Leutwiler Mikkel Pedersen |

## Slutställning
| Klass    | Förare                                       | Märke   | Team                |
| -------- | -------------------------------------------- | ------- | ------------------- |
| Hypercar | Sébastien Buemi Brendon Hartley Ryō Hirakawa |         | Toyota Gazoo Racing |
| LMGTE    | James Calado Alessandro Pier Guidi           | Ferrari |                     |